# WhyEurope
WhyEurope est une association à but non lucratif indépendante et non partisane, fondée en 2016 à Fribourg-en-Brisgau, Allemagne. Elle s’est donné pour objectif de mettre en valeur les bénéfices apportés par l’Union européenne aux citoyens européens dans leur vie quotidienne, en adoptant un style de communication propre et différent des institutions européennes. WhyEurope est une association déclarée en Allemagne et enregistrée à Tübingen en septembre 2017. WhyEurope compte une trentaine de membres, originaires de plus de dix pays européens.

## Création et historique
WhyEurope a été créé à l’initiative de trois étudiants, Hans-Christoph Schlüter, Benedikt Erasmus Kau et Mirko Moser-Abt, préoccupés par la montée des mouvements eurosceptiques et populistes d’extrême droite en Europe.
La décision du Royaume Uni de quitter l’Union européenne à la suite du référendum du 16 juin 2016 a été le déclencheur pour ces étudiants de réagir et de s’investir activement sur les réseaux sociaux. Ils commencent alors à publier des messages à caractère pro-européen sur Facebook, Twitter et Instagram, sous le logo « WhyEurope » ((c’est) pourquoi l’Europe).

## Style de communication
WhyEurope a développé sa propre stratégie de communication, sous le nom de « Positive Populism » (« populisme positif »). Elle se veut une approche « simple, émotionnelle et personnelle ». L’objectif est de produire un contenu attractif s’appuyant sur des messages ciblés et simples à comprendre. Le but de WhyEurope est de se distancier des discours institutionnalisés et de privilégier une approche fraîche et nouvelle. WhyEurope vise par ailleurs à convaincre les internautes sur un niveau personnel, voire émotionnel en liant des sujets politiques avec des aspects de la vie quotidienne. WhyEurope cherche ainsi à mettre en lumière les avantages concrets et les bénéfices méconnus que l’intégration européenne a offerte aux citoyens européens. Les fondateurs de WhyEurope ont déclaré vouloir faire du populisme positif une référence de communication simple et émotionnelle, mais qui ne fait pas l’impasse sur les faits et l’argumentation. Malgré son approche qui pourrait paraître simpliste, WhyEurope cherche à engager le dialogue avec les déçus et les indécis du projet européen.[source insuffisante]
De plus, WhyEurope a pensé le populisme positif comme une réponse directe aux mouvements populistes et extrémistes. WhyEurope remet en question l'approche et le style de la communication de l'UE, qui serait (selon WhyEurope), également à l’origine de la méfiance des citoyens à l’égard du projet européen. En s’appuyant sur l’approche du populisme positif, WhyEurope fait le pari d’un regain de confiance dans ce dernier.

## Indépendance
En dépit d'être en contact avec des acteurs de l'Union européenne, l'association a, à plusieurs reprises, déclaré sa distance avec les institutions de l'Union Européenne. Elle n’accepte, selonses statuts, aucun soutien financier, provenant de l'Union européenne et d'autres institutions ou d’acteurs politiques.[source insuffisante]

## Relation avec d'autres initiatives
WhyEurope a eu plusieurs coopérations avec des initiatives pro-européennes. Depuis le début de l’année 2016, Benedikt Kau et Hans-Christoph Schlüter ont été en contact avec Daniel Röder et Sabine Röder lorsque ces derniers ont lancé les manifestations sous le nom de “Pulse of Europe”. Le mouvement Pulse of Europe a adopté la campagne et le slogan de campagne "Blijf bij ons" (« Restez avec nous » en néerlandais) lors des élections législatives néerlandaises. Ensemble, ces mouvements ont mobilisé dix mille personnes sur des manifestations pro-européennes sur tout le continent.
Différents projets ont également été menés en coopération avec Jeunes Européens fédéralistes (JEF) ou le collectif Laute Europäer.

## Réactions
Le 31 janvier 2017, Marine Le Pen (alors eurodéputée Front national) a déposé une question parlementaire au Parlement européen à propos du financement de WhyEurope par l'intermédiaire de la Commission européenne.  Le commissaire Günther Oettinger, alors responsable du budget de l'UE, a répondu que la Commission ne finançait pas  WhyEurope de quelque manière que ce soit et que le nom du collectif ne figurait pas dans le système comptable central.
En novembre 2017, WhyEurope a reçu le prix européen de la communication publique du Comité européen des régions. Le prix a été reçu lors de l'EuroPCom dans l'hémicycle du Parlement européen,,,,,,.